# البرنامج الباكستاني في القارة القطبية الجنوبية

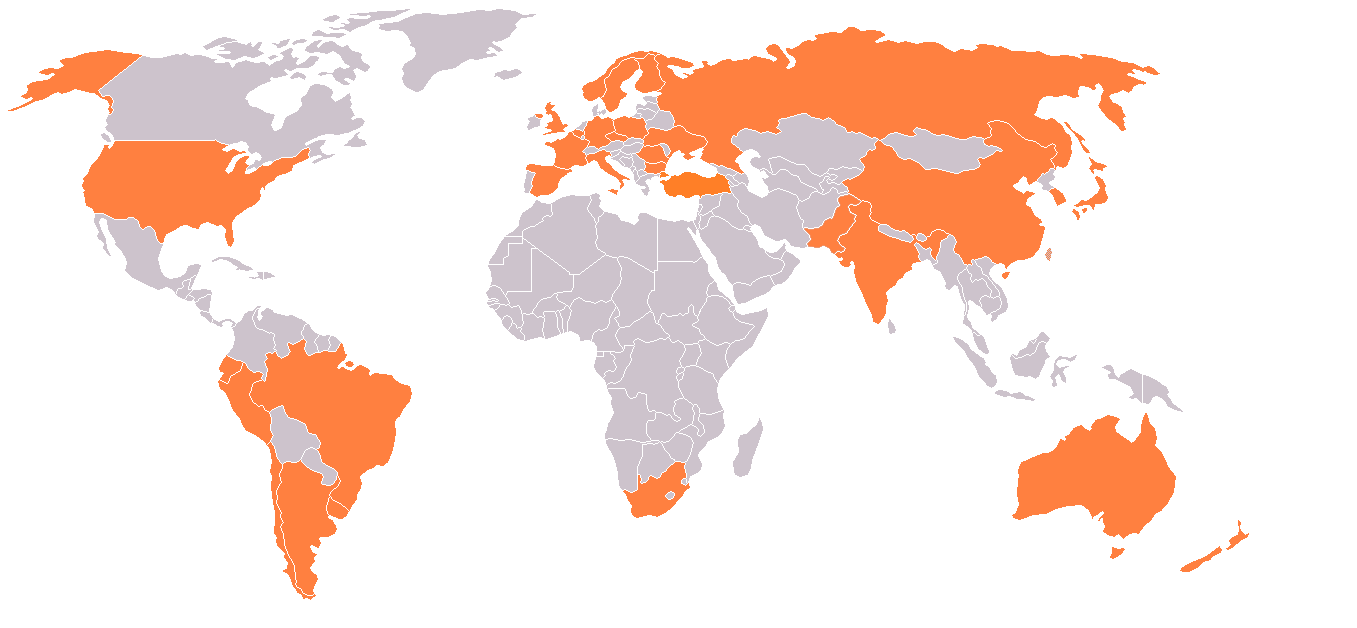

البرنامج الباكستاني في أنتاركتيكا (PAP) هو جزء من وزارة العلوم والتكنولوجيا الباكستانية. البرنامج هو وكالة حكومة باكستان التي تدير قواعد ومحكات أنتاركتيكا والمناكق المحيطة بها ويقع مقرها في إسلام أباد. أنشئت خلية البحوث القطبية في إطار المعهد الوطني لعلوم المحيطات في كراتشي لتنسيق جميع الأنشطة ذات الصلة بأنتاركتيكا.

## الأهداف
الأهداف الرئيسية للبرنامج هي باكستان القطب الجنوبي لإجراء بحوث ومسوح في المنطقة القطبية الجنوبية وخاصة في ميدان الجيولوجيا والجيوفيزياء. الدراسات تشمل أيضا البحوث البيئية وعلم المحيطات. هذا البرنامج يهدف أيضا إلى توفير المعلومات التقنية ذات الصلة إلى حكومة باكستان في شؤون أنتاركتيكا.

## محطات
تمتلك باكستان محطة بحوث صيفية (محطة جناه) ومرصدا واحدا للأحوال الجوية في محيط جبال سور روندان. كما أن باكستان تخطط لبناء قاعدة دائمة العضوية الكاملة في القارة القطبية الجنوبية التي ستمكن البرنامج لبدء عملياتها في القارة القطبية الجنوبية على مدار السنة.
‌